# Alvar Jonson
Carl Alvar Jonson, född 13 maj 1914 i Halmstad, död där (i Söndrums församling) 4 oktober 1985, var en svensk målare.
Han var son till yrkesmålaren Carl August Johnsson och Elina Sofia Hult-Svensson och från 1945 gift med Margit Erikson. Han var bror till Sven Jonson. Han studerade vid Valands målarskola 1946–1948 och vid Académie de la Grande Chaumière i Paris 1949 samt under studieresor till Nederländerna, Norge och Sydfrankrike. Tillsammans med S.R Johansson, Thorild Olsson och Olle Lisper ställde han ut i Halmstad 1953. Han medverkade i Hallands konstförenings årliga utställningar med halländska konstnärer sedan 1949. Han tilldelades Hallands konstförenings stipendium 1961. Hans konst består stilleben, landskap och figurer i olja och pastell. Jonson är representerad i Hallands konstförenings samling.